# Jabłonna Druga
Jabłonna Druga – wieś w Polsce położona w województwie lubelskim, w powiecie lubelskim, w gminie Jabłonna.
W latach 1975–1998 miejscowość należała administracyjnie do województwa lubelskiego.
Wieś stanowi sołectwo gminy Jabłonna.
Wieś jest siedzibą rzymskokatolickiej parafii Wniebowstąpienia Pańskiego w Jabłonnie.

## Historia
Jabłonna w roku 1414 „Jablona”, 1427 „Jablonka”, 1430 „Jablonow” (dziś Jabłonna Pierwsza, Jabłonna Druga i Jabłonna-Majątek). Wieś w pierwotnym kształcie położona historycznie w powiecie lubelskim, parafii Bychawka (RP), według Długosza jakoby Opole (Długosz L.B. tom II s.546).
Wiek XIX
Według Słownika geograficznego Królestwa Polskiego z roku 1882 Jabłonna wieś z folwarkiem nad rzeką Czerniejówką w powiecie lubelskim gminie Piotrków, parafii Bychawka oddalona 14 wiorst od Lublina.
W 1827 r. było tu 80 domów i 579 mieszkańców.
Charakterystyka dóbr
Dobra Jabłonna składają się z folwarków: Wólka i Romanów, tudzież wsi Jabłonna. Rozległość dominalna wynosi mórg 2227. Folwark Jabłonna posiadał: grunta orne i ogrody mórg 246, łąk mórg 43, pastwisk mórg 6, lasu mórg 240, nieużytki i place mórg 17 – razem mórg 582. Folwark Wólka grunta orne i ogrody mórg 727, łąk mórg 26, pastwisk morgów 15. nieużytki i place morgów 17. razem morgów 758, folwark Romanów grunta orne i ogrody mórg 604, łąk mórg 4, pastwisk mórg 2, lasu mórg 244, nieużytki i place mórg 5. razem mórg 860. Budynki w folwarkach 11 murowanych i 26 drewnianych. Płodozmian w uprawach 9. polowy, dwa młyny wodne, pokłady kamienia wapiennego i budowlanego. Wieś Jabłonna osad 90 z gruntem mórg 1433.